# 皮埃尔-让·佩尔蒂埃
皮埃尔-让·佩尔蒂埃（法語：Pierre-Jean Peltier，1984年5月20日—），法国男子赛艇运动员。他曾代表法国参加2008年和2012年夏季奥林匹克运动会赛艇比赛，其中2008年奥运会获得一枚铜牌。